# صباح الخير يا عرب
صباح الخير يا عرب برنامج صباحي عائلي متنوع يبث على شاشة إم بي سي 1، يناقش اهتمامات الناس الصحية والاجتماعية والأسرية، بالإضافة لآخر صيحات الموضة وأبرز أخبار الفن. ينقل ضمن ساعتين من البث المباشر أهم ما يجري من أحداث حول العالم، بأجواء من المتعة والفائدة، ويتضمن نشرة أخبار مختصرة في بداية الساعة الثانية. يقدمه كلٌ من هاني الحامد وهدى الخريف وخليل الفهد وسارة مراد وسها نويلاتي.

## فقرات البرنامج

### افتتاح البرنامج
تفتتح «الصباحية» اليومية بفقرة «إلى أمي» التي تستضيف فيها أسرة البرنامج أماً رشحها أفراد عائلتها لنيل لقب «أفضل أم»، حيث يستعرض أهم انجازاتها ومساهماتها بتقرير مصور على طريقة تلفزيون الواقع.

### سر الطبخة
يقدم «صباح الخير يا عرب» وصفة شهيةً لربّات المنزل، تقدمها ضيفةٌ اختارتها صديقاتها للكشف عن سر براعتها في إعداد إحدى أطباقها الشهية في فقرة «سر الطبخة».

### مملكة حوّاء
أما «مملكة حوّاء»، فتنتقل خلالها كاميرا البرنامج الصباحي الجديد إلى بيت إحدى ربات المنزل العصريات، لتطلع على كيفية اهتمامها بنواحي الديكور والأثاث والمطبخ، دون المساس بالروابط الأسرية، في رسالةٍ تهدف لاظهار سهولة التوفيق بين تأدية الأعمال المنزلية على أكمل وجه، وتحويل المنزل إلى مملكة جميلة، الفقرة من تقديم المذيعة هند بومشمر.

### قصة نجاح
ينتخب «صباح الخير يا عرب» امرأة ناجحة ليتابع مسيرتها إلى المجد، ويرافقها خلال يومها للاطلاع على كيفية تقسيمها لوقتها بين الأسرة والعمل والحياة الاجتماعية المزدحمة.

### اختتام البرنامج
يختتم البرنامج بجرعة «اتيكيت» تقدم خلالها سيدة متحضرة وأنيقة نصائح حول الآداب الاجتماعية والعلاقات الإنسانية وآداب المائدة والسفر، قبل أن يستضيف «صباح الخير يا عرب» أخصائياً في رعاية الأطفال، ليعالج بدوره مواضيع متنوعة تتعلق بالأمومة والأبوة وطب الأطفال وعلم نفس الطفل والسمنة والأمراض الوراثية وغيرها من الجوانب الطبية التي تهم الأسرة.

## المقدمون
حاليًا
- هاني الحامد
- هدى الخريف
- سارة مراد

سابقًا كل من
- لجين عمران
- خالد الشاعر
- غادة مصلي

## وصلات خارجية
- الموقع الرسمي